# 伊藤延男
伊藤 延男（いとう のぶお、1925年3月8日 - 2015年10月31日）は、日本の建築史学者、文化財保護者、文化功労者。東京国立文化財研究所名誉研究員、神戸芸術工科大学名誉教授。

## 来歴
愛知県名古屋市出身。愛知一中を経て、1947年東京帝国大学工学部建築学科卒業後、国立博物館に入り、奈良国立文化財研究所建造物研究室長、1961年「中世和様建築の研究」で東京大学より工学博士の学位を取得。1971年文化庁文化財保護部建造物課長、1978年東京国立文化財研究所所長。87年定年退官、名誉研究員、神戸芸術工科大学教授、同名誉教授。1995年勲三等旭日中綬章受章。2004年文化功労者。2012年ガッゾーラ賞受賞。
文化財保護振興財団理事、文化財建造物保存技術協会理事長。国際記念物遺跡会議（イコモス）副会長。文化財の保存修復に関する国際交流にも尽力、文化財保存と研究で国際交流を進めた。

## 著書
- 『五箇山地方の建築について』富山県郷土史会叢書 1958
- 『日本の建築』社会思想研究会出版部 現代教養文庫 国宝シリーズ 1959
- 『中世和様建築の研究』彰国社 1961
- 『日本の建築』日本交通公社 JTB教養文庫 1966
- 『古建築のみかた かたちと魅力』第一法規出版 1967
- 『日本の美術 8 密教の建築』小学館 ブック・オブ・ブックス　1973
- 『文化財の話』愛知県教育サービスセンター編 第一法規出版東海支社 県民大学叢書 1989

### 共編著
- 『原色日本の美術 第9巻 中世寺院と鎌倉彫刻』小林剛共著 小学館 1968
- 『文化財講座日本の建築』全5巻 太田博太郎,関野克共編 第一法規出版 1976-77
- 『日本古寺美術全集 第3巻 薬師寺と唐招提寺』編著 集英社 1979
- 『日本古寺美術全集 第4巻 東大寺と新薬師寺・法華寺』編集 集英社 1980
- 『日本古寺美術全集 第11巻 石山寺と近江の古寺』編集 集英社 1981
- 『日本古寺美術全集 第6巻 西大寺と奈良の古寺』編集 集英社 1983
- 『善光寺 心とかたち』五来重,上原昭一,下平正樹共編 第一法規出版 1991
- 『日本名建築写真選集 第3巻 平等院』渡辺義雄撮影 解説 竹西寛子エッセイ 新潮社 1992
- 『新建築学大系 50 歴史的建造物の保存』岡田英男,樋口清治,浜島正士,服部文雄共著 彰国社 1999

監修
- 『大工彫刻 社寺装飾のフォークロア』INAXギャラリー企画委員会 企画 監修 INAX出版 1986

## 論文
- CiNii Articles 検索 -  伊藤延男(CiNii)